# Service d'analyse et de prévention
Le Service d'analyse et de prévention (SAP, en allemand,  Dienst für Analyse und Prävention) est un ancien service secret suisse pour le renseignement intérieur, fusionné en 2010 avec le Service de renseignement stratégique (pour l'étranger) au sein du Service de renseignement de la Confédération,. Le SAP est basé sur le principe de prévention et la Police judiciaire fédérale (PJF) sur celui de répression.

## Description
Il dépendait du Département de justice et police. Il s'occupait de recueillir des informations relatives au terrorisme, au contre-espionnage, à l’extrémisme violent, au commerce illicite d’armes et de substances radioactives, ainsi qu’au transfert illégal de technologie. Il collabore étroitement avec les polices cantonales et judiciaire qui lui fournissaient des informations.
IL considérait pour sa part qu’il pouvait enregistrer des informations à décharge des personnes concernées, ce qui ne correspond pourtant pas à un danger pour l’Etat comme le confirme le rapport de la Délégation des commissions de gestion des Chambres fédérales (DélCdG), en plus des informations à charge. En plus d’enregistrer des données que la loi ne permettait pas, le SAP ne procédait pas aux contrôles périodiques requis, ceux-ci ayant précisément pour but de s’assurer que les données conserver sont encore justes et pertinentes. Le contrôle initial consécutif à la saisie des données n’avait lieu que par sondage et les contrôles périodiques qui devaient avoir lieu après cinq ans puis trois ans, et lors de nouvelles inscriptions, n’ont pas été réalisés. Il est difficile de savoir si ces manquements sont dus à un manque de personnel ou un choix du service de préférer la quantité d’information à la qualité, comme cela s’est produit dans de nombreux autres pays. Plus grave encore, de fausses dates de contrôle ont été indiquées. Quelques 16 000 contrôles initiaux et 40 000 contrôles périodiques n’ont pas été effectués entre 2005 et 2010, en violation des prescriptions légales. L’effacement de données obsolètes qui aurait dû avoir lieu lors des contrôles périodiques n’a pas pu avoir lieu et des enregistrements ont été conservés bien au-delà de la durée maximale de conservation prévue par le droit suisse.

## Historique
Après diverses réorganisations, le service de renseignement intérieur passa en 2001 dans les attributions du Service d’Analyse et de Prévention (SAP) du Département fédéral de justice et police. 
En 2006 l'Opération Memphis est dévoilée par Claude Covassi, affirmant travailler pour le SAP, alias «Menès» pour les services qui l’ont recruté en 2004, il doit glisser des documents dans l’ordinateur du Centre islamique, qui attesteraient d’un lien entre Hani Ramadan et Al-Zawahiri, le numéro 2 d’Al-Qaida. Mais l’espion converti à l’islam se sent en contradiction avec sa foi islamique, s'étant converti et dévoile tout à Hani Ramadan et à la presse. 
En 2009, le SAP a réintégré le DDPS, et depuis 2010, il a été réuni au SRS pour former le Service de Renseignement de la Confédération (SRC). »,.
En 2009 Urs von Daeniken, responsable du SAP, est remplacé pour avoir autorisé le fichage illégal de plus de 200000 personnes dans le base de données ISIS, dont la politicienne socialiste Anita Fetz.
En 2010 il a été révélé que ce service fichait des dizaines de milliers de personnes sans vérification d'usage.
Il était connu pour son manque de collaboration avec son parèdre du Service de renseignement stratégique.
Considéré comme une police politique, elle a été qualifiée pour la défendre de « police préventive ».

## Personnalités
- Urs von Daeniken, ancien chef[11]
- Claude Covassi[15]